# Mentoro (Sumobito)
Mentoro is een bestuurslaag in het regentschap Jombang van de provincie Oost-Java, Indonesië. Mentoro telt 2418 inwoners (volkstelling 2010).